# Navas de Tolosa (1865)
La Navas de Tolosa fue una fragata de hélice de la Armada Española, con casco de madera y propulsión mixta a vapor y velas, clasificada como de 1.ª Clase. Recibió su nombre en honor a la localidad de Las Navas de Tolosa, y a la batalla que allí tuvo lugar.

## Historial
En marzo de 1866 y para prevenir eventualidades durante la campaña del Pacífico, se reunieron en Cádiz las fragatas de hélice Gerona, Navas de Tolosa, Princesa de Asturias y la goleta Concordia
Más tarde fue destinada a Río de Janeiro con la escuadra que lideraba Casto Méndez Núñez, ascendido a jefe de escuadra por los méritos contraídos en El Callao, durante la Guerra hispano-sudamericana junto con la Concepción y la Almansa. 
Se sumó en principio a la Revolución Cantonal de 1873 de Cádiz y fue difícilmente dominada por un grupo de marineros leales, siendo utilizada para la defensa del arsenal. Más tarde su participación contra las tropas cantonales de Cartagena resultó muy importante, especialmente en el Combate naval de Portmán.
Dos años después, en esta fragata llegó el rey Alfonso XII a Barcelona el 9 de enero de 1875 procedente de Marsella. Venía a tomar posesión del trono español, en virtud de su proclamación en los campos de Sagunto el 29 de diciembre de 1874.
Em marzo de 1882 zarpó con destino a diferentes puertos del Pacífico en visita de cortesía, regresando a Cádiz en marzo de 1884.
En 1885 el Estado General de la Armada la menciona como desarmada y el de 1890 la incluye entre los "buques inútiles para el servicio", siendo dada de baja definitivamente hacia 1893.